# Киносалон
Киносалонът (образувано от „кино“ и „салон“), също кинозала (образувано от „кино“ и „зала“) или кинотеатър (образувано от „кино“ и „театър“), често и със съкращението кино, е специално оборудвано помещение (или сграда с такова помещение), предназначено за прожектиране, излъчване или показване на кинофилми.

## История
Първата зала, създадена изключително за показване на филми, отваря врати в Питсбърг, Пенсилвания през 1905 година. След това само за няколко години са построени хиляди нови киносалони или са преустроени от вече съществуващи сгради. Първият киносалон в България ("Модерен театър" на булевард "Мария-Луиза") е открит в София на 4 декември 1908 г.; това е и втория открит в Европа киносалон.
През втората половина на 20.ти век, когато филм се представя за първи път публично (премиера), обикновено се показва пред публика в киносалон. Към края му, а още повече - през 21.век киното е силно конкурирано от телевизията, видеото, стриймънг-платформите и различни социални медии, но продължава да се радва на популярност и има голям брой киносалони по цял свят.
В началото на XXI век вместо кинотеатри само с един-единствен голям салон вече се строят предимно така наречените мултиплекси – комплексна сграда с киносалони, където може да се гледат няколко и дори десетина филми в по-малки киносалони в същия комплекс. Мултиплексите често са част от търговски центрове (молове).